# Жандарм та жандарметки
«Жанда́рм та жандарме́тки» (фр. Le gendarme et les gendarmettes) — шостий та останній фільм із серії про пригоди дотепного жандарма із Сен-Тропе Крюшо у виконанні Луї де Фюнеса.

## Сюжет
Нові часи — нові уподобання. У жандармерію присилають чотирьох стажерів — дівчат «з ногами від шиї». Наші герої приємно хвилюються, а їх дружини жахаються. Але дівчат раптом викрадають невідомі злодії. На кону честь жандарма. Потрапляючи у різні комедійні ситуації, наші герої нейтралізують цілу групу шпигунів і визволяють красунь-жандарметок.

## У ролях
- Луї де Фюнес / Louis de Funès — старший сержант Людовік Крюшо
- Мішель Галабрю / Michel Galabru — аджюдан Жером Жербер
- Моріс Ріш / Maurice Risch — жандарм Боп'є
- Патрік Прежан / Patrick Préjean — жандарм Перлен
- Гі Гроссо / Guy Grosso — жандарм Гастон Трікар
- Мішель Модо / Michel Modo — жандарм Жюль Берліко
- Клод Жансак / Claude Gensac — Жозефа Крюшо
- Мішлін Борде / Micheline Bourday — мадам Сесіль Жербер
- Жак Франсуа / Jacques François — полковник
- Франс Рюмії / France Rumilly — настоятельниця Клотільда
- Катрін Серр / Catherine Serre — Крістін Рокур
- Нікес Жан Луіс / Nicaise Jean-Louis — Йо Макумба
- Софі Міко / Sophie Michaud — Ізабель Леруа
- Бабет Ет'єн / Babeth Étienne — Маріанна Бонне

## Цікаві факти
- Режисер фільму Жан Жиро помер під час зйомок 24 липня 1982 року від туберкульозу. Завершив зйомки фільму його помічник Тоні Абоянц.[1]
- Попри приналежність до серіалу про жандарма, цю картину глядачі з СРСР так і не побачили через деяку вульгарність ряду сцен.